# Richard Grenell
Richard Allen Grenell, född 18 september 1966 i Jenison, Michigan, är en amerikansk diplomat och politiker.

## Utbildning
Grenell avlade kandidatexamen i offentlig politik och förvaltning vid Evangel University i Springfield, Missouri. Sedermera avlade han masterexamen i offentlig förvaltning vid John F. Kennedy School vid Harvard University i Cambridge, Massachusetts.

## Karriär

### Ambassadör till Tyskland
I september 2017 nominerades Grenell till att ta över rollen som USA:s ambassadör i Tyskland av president Donald Trump. Befattningen hade varit vakant sedan 20 januari då dåvarande ambassadör John Emerson tvingades avgå i samband med installationen av den nya presidenten Donald Trump. Grenell bekräftades så småningom i senaten med rösterna 56–42 och svors in av vicepresident Mike Pence den 3 maj 2018. Grenell var även under konsideration för att bli FN-ambassadör innan utnämningen gick till South Carolinas guvernör Nikki Haley.
Som ambassadör var Grenell drivande i att få Tyskland och Europa att liksom USA införa sanktioner mot Iran. Grenell pressade Tyskland till att öka sin försvarsbudget för att nå målet från NATO. Han var även involverad i att få en nazist misstänkt för krigsbrott utvisad till Tyskland. Grenell är en uttalad kritiker mot förutvarande förbundskansler Angela Merkel och Tysklands invandringspolitik.

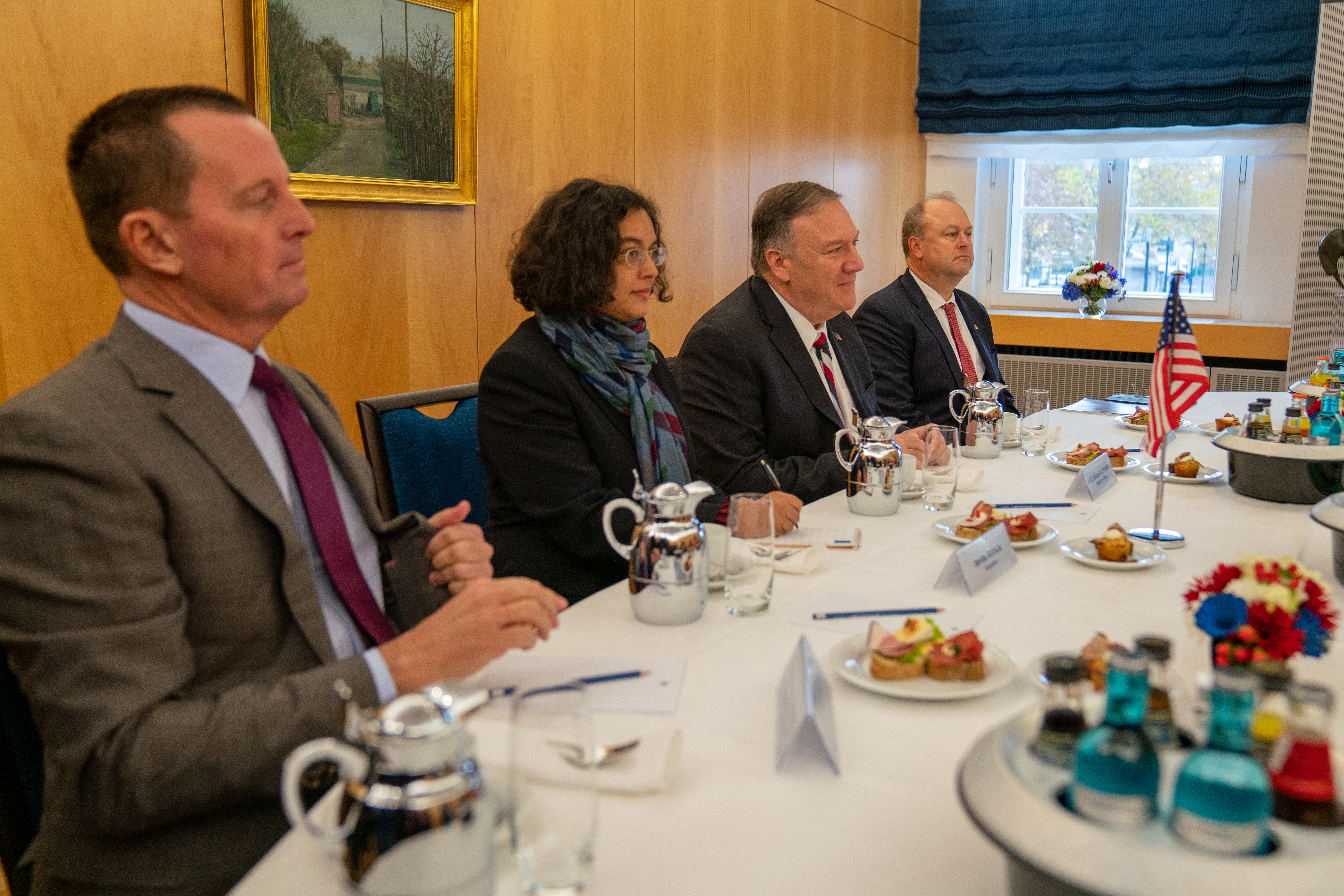
Ambassadör Grenell under ett möte med utrikesminister Mike Pompeo och Tysklands försvarsminister Annegret Kramp-Karrenbauer i Berlin, november 2018.

### Sändebud i fredsförhandlingarna mellan Serbien och Kosovo
I oktober 2019 meddelade Donald Trump att han skulle inrätta ett särskilt sändebud med ansvar för fredsförhandlingarna mellan Serbien och Kosovo och att det uppdraget skulle gå till Richard Grenell. Grenell möjliggjorde och medlade i förhandlingar mellan de två länderna. Så småningom presenterades ett par avtal som skrevs under i Vita Huset den 4 september 2020 med ledarna för Serbien, Kosovo och USA närvarande. I avtalen kom länderna överens om att bland annat stå upp för religionsfrihet, införa direktflyg mellan Belgrad och Pristina och gå med i ”mini-Shengen” tillsammans med Albanien och Nordmakedonien.

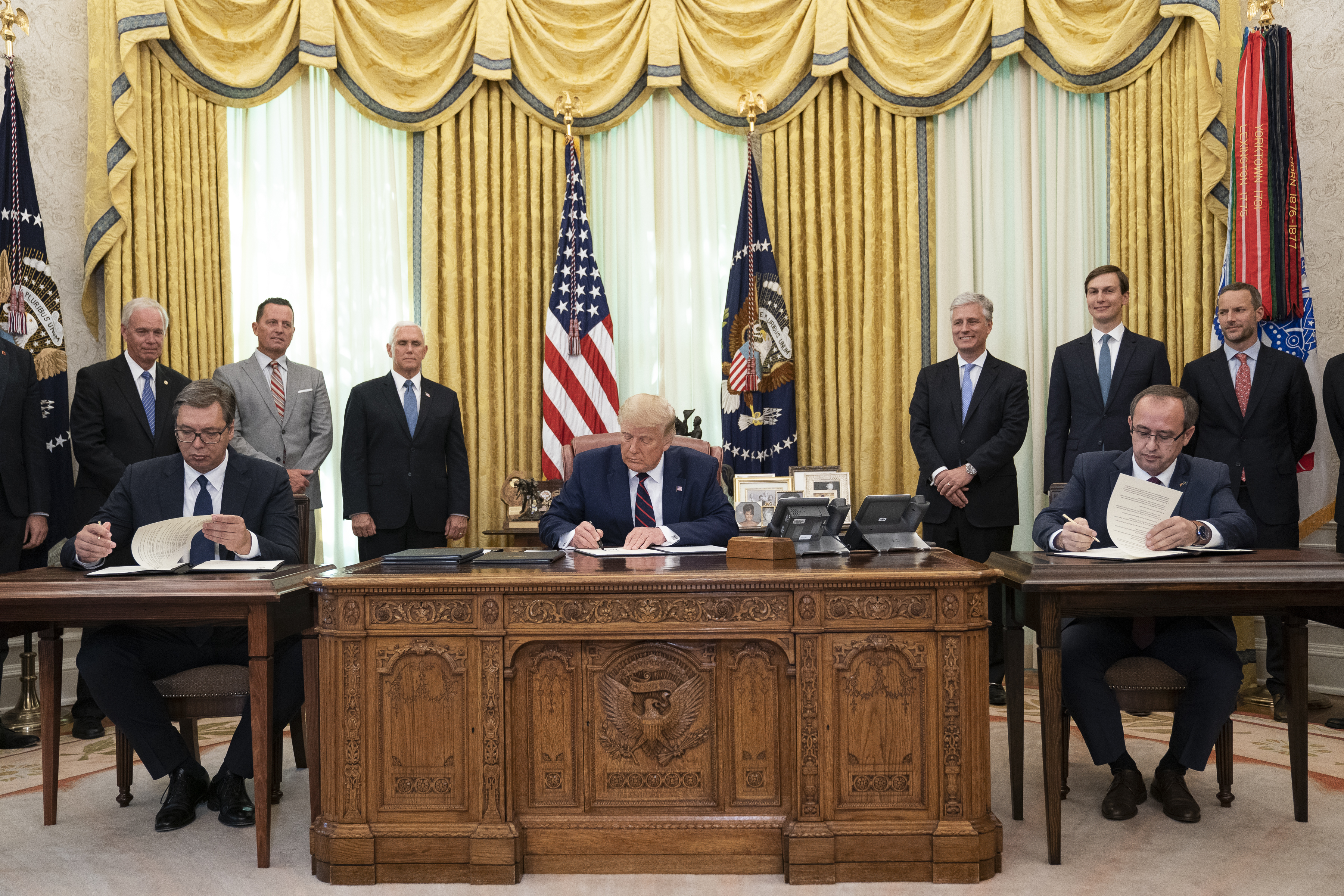
President Donald Trump deltar i en signeringsceremoni med Serbiens president Aleksandar Vučić och Kosovos premiärminister Avdullah Hoti i Vita huset, september 2020. Richard Grenell står i bakgrunden bredvid vicepresident Mike Pence.

### Nationell underrättelsechef
Grenell utnämndes till att bli tillförordnad nationell underrättelsechef av president Trump den 20 februari 2020. Grenells företrädare, tillförordnade Joseph Maguire, hade haft en dispyt med presidenten vilket hade lett till hans avsked. Utnämningen innebar att Grenell blev den första öppet homosexuella personen att tjänstgöra i en kabinettposition. Grenell fortsatte att vara ambassadör till Tyskland medan Trump letade efter en efterträdare. Grenell uttryckte att han inte hade för avsikt att vara kvar permanent på posten och när tillförordnandet gick ut skulle han även avgå som ambassadör.

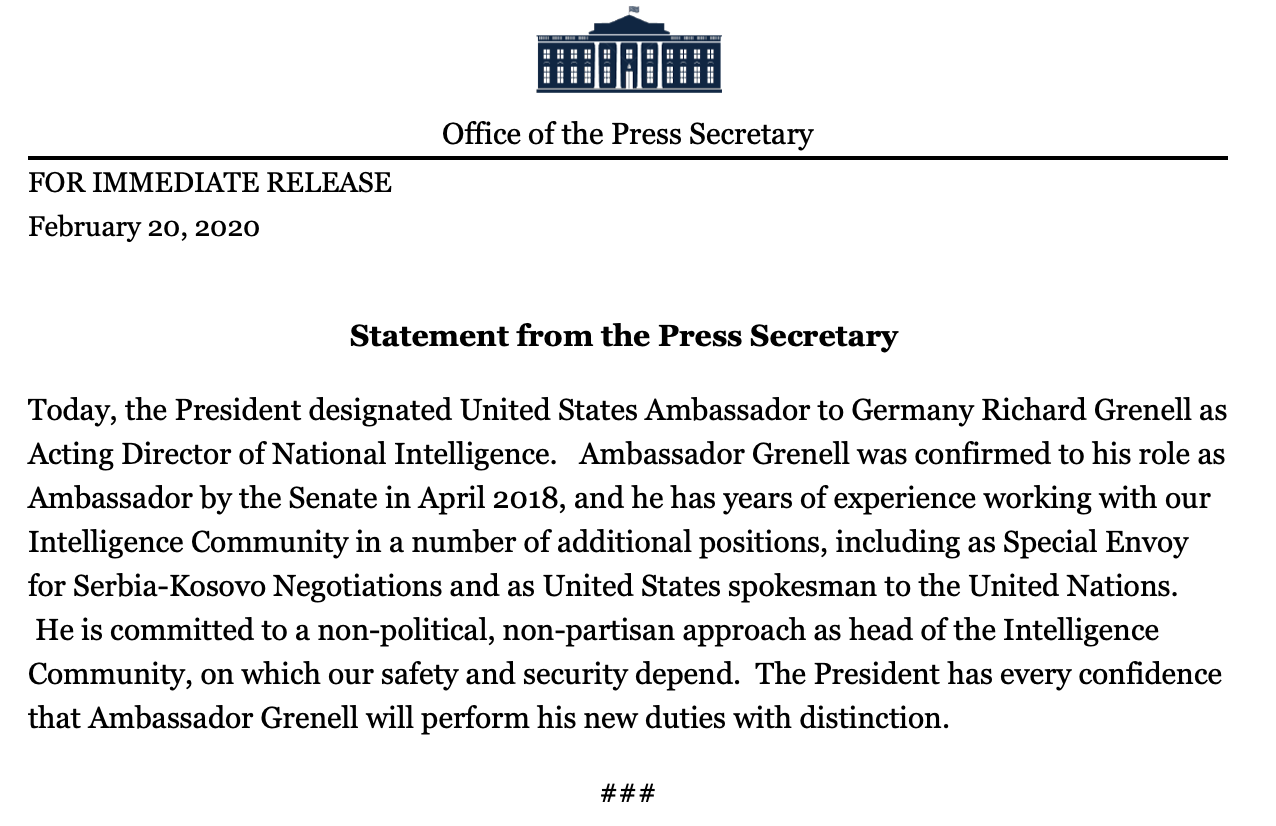
Kungörelse om tillsättningen av Richard Grenell som ny nationell underrättelsechef.

Som chef för ODNI begärde Grenell en granskning av myndigheten med målet att göra den mindre och han frös alla nya anställningar. Grenell meddelade att USA inte längre ska dela underrättelseinformation med länder som kriminaliserar homosexualitet och att han hade fullt stöd från president Trump i denna fråga. Han uppmanade även de myndigheter han såg över att bli bättre på att upptäcka och stoppa diskriminering och trakasserier mot HBT-personer.
När Grenell slutade fick han behålla sin kabinettsstol, en ovanlighet för tillförordnade ministrar. Anledningen till detta var att Donald Trump vill uppmärksamma att Grenell var den första öppet homosexuella ministern i USA.

### Övrigt
Grenell sitter i styrelsen hos United States Holocaust Memorial Museum efter en utnämning av president Trump den 21 december 2020. Han är även speciell rådgivare för nationell säkerhets- och utrikespolitik vid American Center for Law and Justice samt senior rådgivare hos Republican National Committee med fokus på att nå HBT-väljare.

## Privat
Grenell bor tillsammans med sin partner Matt Lashley i Palm Springs, Kalifornien. Han är kristen och medlem i Republikanska partiet.

## Priser
- Game Changer Award från Log Cabins Republicans, 19 oktober 2021, ”för både hans synliga roll i Trumpadministrationen som den första öppet homosexuella mannen att tjänstgöra i en kabinettsposition och hans senare befrämjande för Log Cabin Republicans”.[15]

## Utmärkelser
- Första klass av Serbiens flaggorden, 15 februari 2023.[16]
- Nationella säkerhetsmedaljen, 24 december 2020, ”för hans exceptionella insatser som lett fram till undertecknandet av den historiska normaliseringen av ekonomiska relationer mellan Serbien och Kosovo”.[17]
- Presidentens förtjänstmedalj, 21 september 2020, ”för hans extraordinära insats att nå fram till de ekonomiska normaliseringsavtalen mellan Serbien och Kosovo vid Vita huset”.[18]